# Eckhard Galley
Eckhard Galley (* 1. August 1939; † 29. Juli 2024) war ein deutscher Sportjournalist, der mehrere Jahrzehnte der Sportredaktion der Tageszeitung Neues Deutschland angehörte.

## Werdegang
Galley, aufgewachsen in Belzig, studierte Journalistik an der Sektion Journalistik an der Karl-Marx-Universität Leipzig und arbeitete anschließend von 1964 bis 1971 als Lokalredakteur in der Kreisredaktion Zossen der Märkischen Volksstimme, dem damaligen SED-Bezirksblatt im Bezirk Potsdam. Von Beginn an hatte Galley dabei ein Faible für Sportveranstaltungen, insbesondere die Internationale Friedensfahrt. 1970 bewarb er sich telefonisch beim langjährigen Sportchef des SED-Zentralorgans Neues Deutschland, Klaus Huhn, und wurde für die Berichterstattung zur Internationalen Friedensfahrt 1970 an die Sportredaktion des ND abgestellt. Er begleitete als Neuling zusammen mit der ebenfalls verpflichteten ehemaligen Spitzensportlerin Christa Stubnick und dem damals schon länger als Fotograf tätigen Olympiasieger Wolfgang Behrendt journalistisch den Friedensfahrt-Troß. Nach diesem ersten Einsatz für das ND wurde Galley 1971 fest eingestellt, berichtet aber anfangs über Berliner Lokalgeschehen. Danach berichtete Galley anfänglich nur von Sportereignissen aus der DDR oder dem sogenannten sozialistischen Ausland. 1980 gehörte Galley erstmals zum Team des ND, welches von den Olympischen Sommerspielen in Moskau berichtete. In den folgenden Jahren hatte Galley seine Schwerpunkte vor allem in der Berichterstattung zum DDR-Fußball in der Oberliga, dem Europapokal und der Nationalmannschaft als auch zur Friedensfahrt. 1988 nahm er als Berichterstatter an der Fußball-Europameisterschaft in der Bundesrepublik Deutschland und an den Olympischen Sommerspielen in Seoul teil. Nach der politischen Wende blieb Galley Mitarbeiter in der ND-Sportredaktion bis zu seiner Berentung und darüber hinaus. Er lebte zuletzt in Rangsdorf.

## Familie
Galleys Sohn Eik ist als Sportreporter tätig.